# Leon Piniński

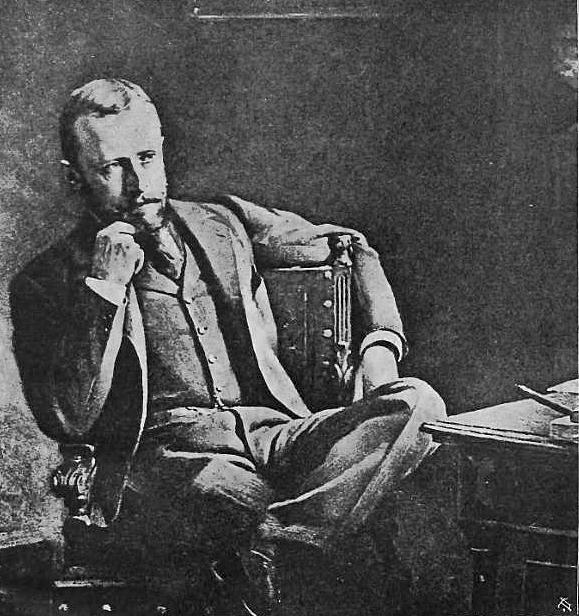
Leon Piniński (1905)

Leon Jan Piniński h. Jastrzębiec (ur. 8 marca 1857 we Lwowie, zm. 4 kwietnia 1938 tamże) – polski dyplomata, kolekcjoner i historyk sztuki, profesor prawa rzymskiego i rektor Uniwersytetu Jana Kazimierza we Lwowie, poseł do Rady Państwa i Sejmu Krajowego, namiestnik Galicji.

## Życiorys
Urodził się 8 marca 1857 we Lwowie, w ziemiańskiej rodzinie Leonarda (1824–1886) i Julii Teresy z Nikorowiczów (1833–1893). Jego braćmi byli Stanisław Antym (1854–1911), Mieczysław (1862–1918) i Aleksander August (1864–1902). Jego bratankami byli Władysław (1893–1945) i Mieczysław (1895–1945). Jego brat był dziadkiem Anny Komornickiej. Naukę na poziomie gimnazjalnym odbył w domu, a maturę zdał w Tarnopolu w 1874. Ukończył studia prawnicze na Wydziale Prawa Uniwersytetu Franciszkańskiego we Lwowie, po czym odbył studia uzupełniające w Lipsku, Berlinie i Wiedniu. Na Uniwersytecie Lwowskim w 1880 uzyskał stopień doktora, w 1886 uzyskał habilitację jako docent prawa rzymskiego. W 1891 został mianowany profesorem zwyczajnym prawa rzymskiego. Był czynnym członkiem Polskiej Akademii Umiejętności, członkiem Towarzystwa Naukowego we Lwowie.
Po kilku latach odsunął karierę naukową na rzecz polityki. Był członkiem ziemiańskiego ugrupowania Podolaków, konserwatywnym politykiem galicyjskim. W latach 1889–1898 był posłem do Rady Państwa w Wiedniu, w latach 1894–1898 zasiadał w Sejmie Krajowym we Lwowie. Od 1898 przez pięć lat do 1903 sprawował urząd namiestnika Galicji. W tym czasie podjął energiczną walkę z nacjonalizmem ukraińskim i ruchem socjalistycznym. W tymże 1898 wprowadził w 33 powiatach stan wyjątkowy, wymierzony w ruchy socjalistyczny i ludowy. W 1903 został odwołany z funkcji namiestnika, jednak zachował dożywotnie członkostwo austriackiej Izby Panów.
Po ustąpieniu z urzędu powrócił na Uniwersytet Lwowski jako profesor prawa rzymskiego. Wykładał także prawo karne. Przed 1914 był protektorem Galicyjskiego Towarzystwa Ochrony Zwierząt we Lwowie. Po wybuchu I wojny światowej w 1914 jako przedstawiciel Podolaków był członkiem sekcji wschodniej Naczelnego Komitetu Narodowego. Po wojnie podjął studia nad sztuką i muzyką oraz kolekcjonerstwo. Prowadząc cygański tryb życia artysty, podczas licznych podróży i w zaciszu domowym pisał najlepsze swoje prace. Swoje bogate zbiory ofiarował na rzecz Komitet Odnowy Wawelu (350 obrazów, głównie dzieł malarstwa włoskiego i holenderskiego), Ossolineum i innym.
Po odzyskaniu przez Polskę niepodległości pozostawał profesorem zwyczajnym prawa rzymskiego na Wydziale Prawa Uniwersytetu Jana Kazimierza we Lwowie. Został rektorem UJK w roku akademickim 1928/1929. Otrzymał tytuł doctora honoris causa UJK, a w chwili przejścia na emeryturę w 1935 otrzymał tytuł profesora honorowego. 
Był autorem wielu prac naukowych z dziedziny prawa (początkowo publikował w języku niemieckim), a także z zakresu kultury i sztuki, w tym muzyki i literatury. W 1931 została wydana publikacja pt. Leon Piniński: z okazji pięćdziesięciolecia doktoratu, a w 1936 Księga pamiątkowa ku czci Leona Pinińskiego. Poza publikacjami z dziedziny prawa był autorem dzieł z zakresu literatury i muzyki, w tym opery. Został powołany komitet dla uczczenia zasług profesora Pinińskiego, a na początku Rada Miasta Lwowa podjęła decyzję o oznaczeniu ulicy Głębokiej imieniem profesora. 18 czerwca 1936 w auli UJK odbyła się uroczystość z okazji 50-lecia pracy naukowej i obywatelskiej Leona Pinińskiego.
Otrzymał tytuły honorowego obywatelstwa miast: Skałatu (1898), Grzymałowa (1898), Przeworska (2 listopada 1899), Nowego Targu (6 czerwca 1903), Podwołoczysk (czerwiec 1903), Lwowa (1936), Tarnowa, Nowego Sącza, Jasła, Tarnopola, Grzymałowa, Drohobycza, Lubaczowa.
Był hrabią, do 1920 r. zarządzał majątkiem Grzymałów, należącym do córki swego najstarszego brata Stanisława, Julii z Pinińskich Wolańskiej. Był właścicielem dóbr Iwanówka.
Zmarł 4 kwietnia 1938. Został pochowany 6 kwietnia 1938 na Cmentarzu Łyczakowskim we Lwowie. Nagrobek jest autorstwa Henryka Karola Periera.

## Rodzina
Jego żoną była wdowa po Tadeuszu Horochu – Maria z Mniszchów – hrabianka (ur. 5 sierpnia 1858, zm. 16 lutego 1922 we Lwowie), córka szambelana austriackiego Alfonsa Mniszcha i Janiny Dunin Borkowskiej. Małżeństwem byli przez prawie dwadzieścia lat. Nie mieli dzieci. 

## Publikacje
Prawnicze

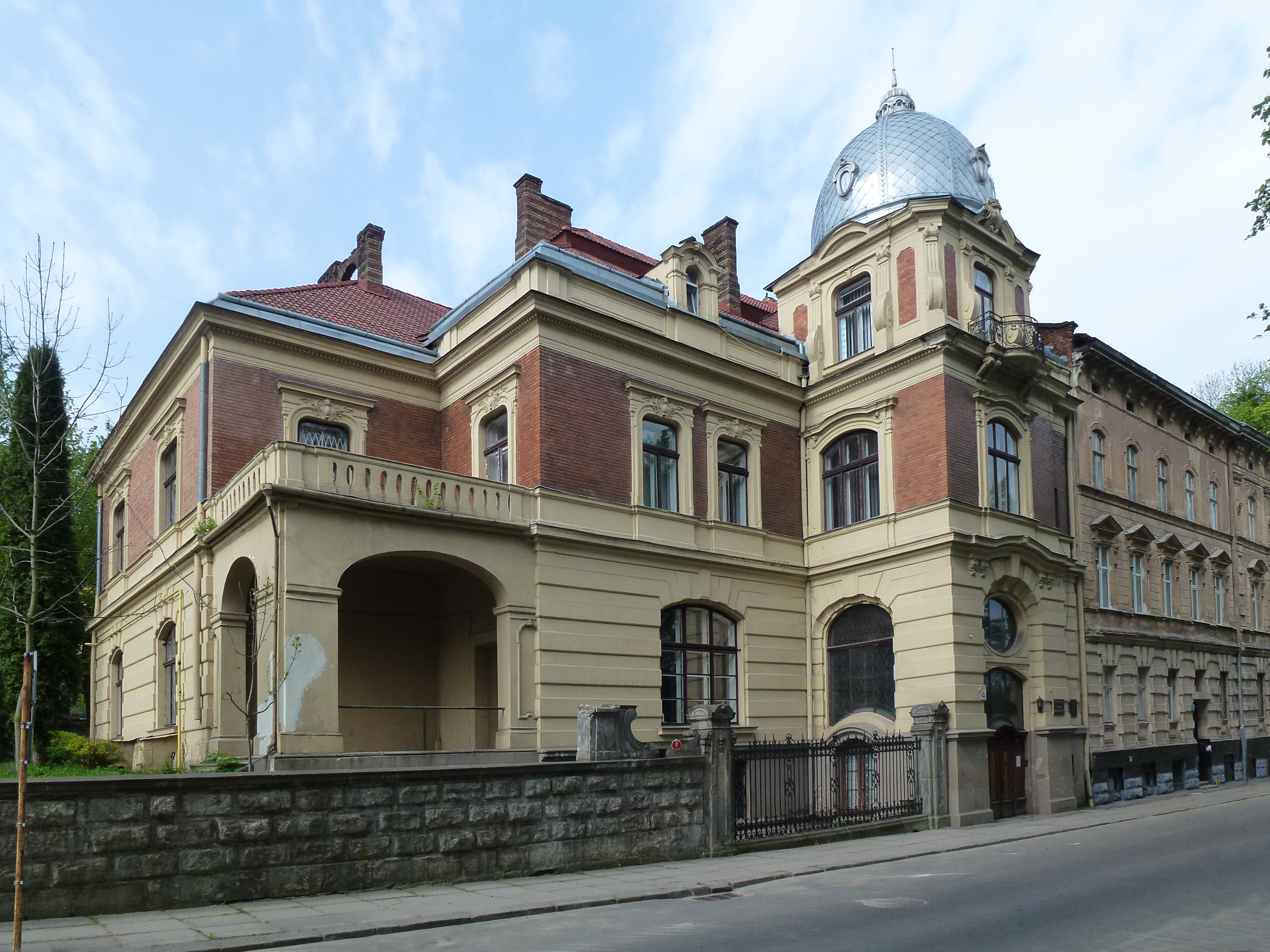
Willa Leona Pinińskiego we Lwowie przy ul. Matejki 4

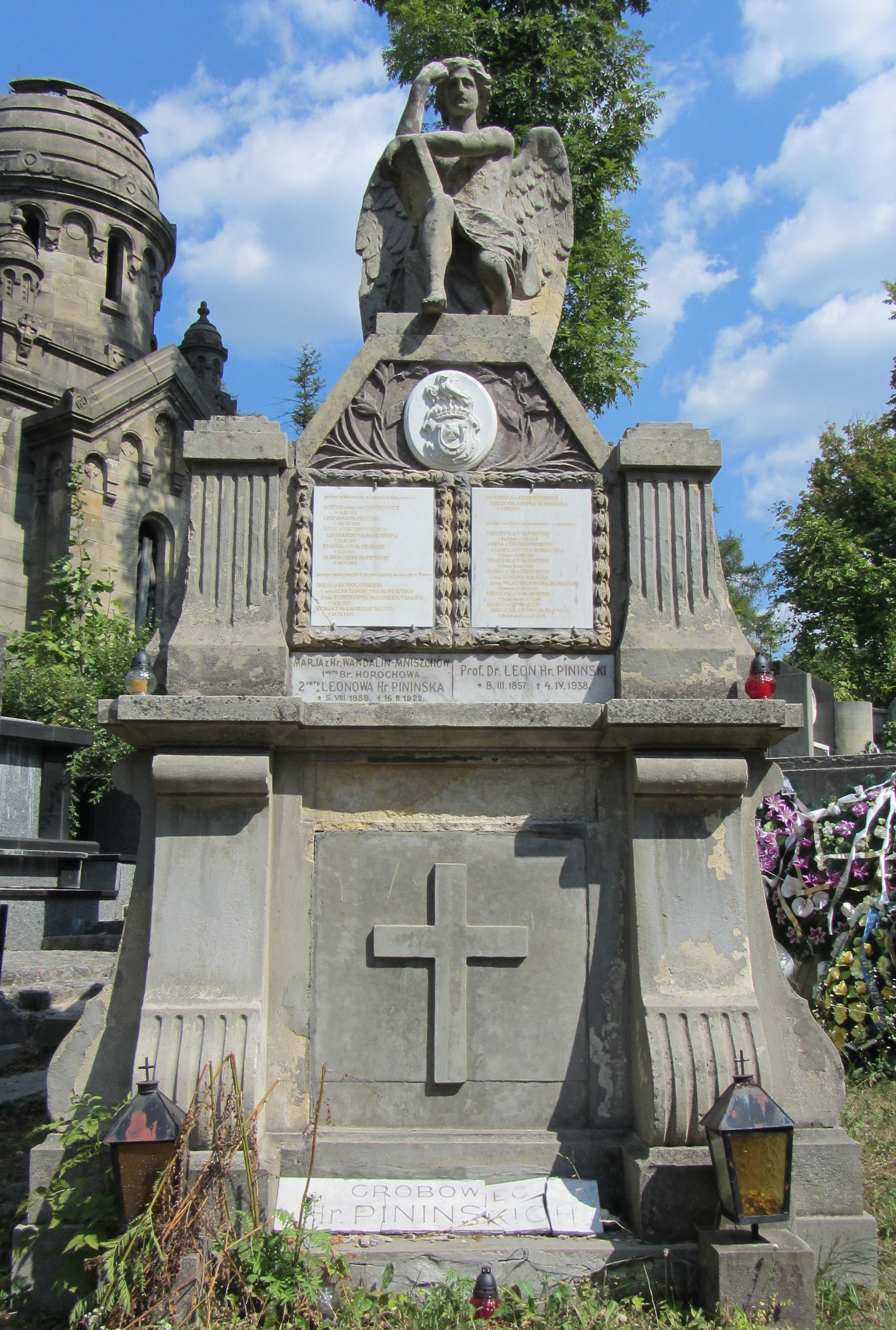
Grobowiec rodzinny Pinińskich na Cmentarzu Łyczakowskim we Lwowie

- Stan faktyczny nabycia posiadania (pierwsza publikacja)[1]
- Der Tatbestand des Sachbesitzerwerbs nach gemeinem Recht, Tom 1 (1888)[26]
- Der Tatbestand des Sachbesitzerwerbs nach gemeinem Recht: eine zivilistische Untersuchung. 2. Sukzession in den Besitz, Besitzerwerb animo solo, Besitzwille, Lehre von den juristischen Willenserklärungen, Tom 2 (1888)[27]
- Sukzession in den Besitz, Besitzerwerb animo solo, Besitzwille, Lehre von den juristischen Willenserklärungen (1888)
- Uwagi o niektórych kwestyach spornych tyczących się zastosowania nowéj ustawy propinacyjnéj (1889)
- Pojęcie i granice prawa własności według prawa rzymskiego (1900)[28]
- Begriff und Grenzen Des Engenthumsrechts Nach Romischen Recht (1902)[29]
- O stosunkach prawnych nie bronionych skargą (1925)
- Prawo rzymskie prywatne. Cz. ogólna (1928, współautor)
- Wpływ błędu „in corpore” i „in qualitate” na ważność umów: według prawa rzymskiego (1930)
- W 1400-letnią [!] rocznicę kodyfikacji Justyniana: odczyt wygłoszony we Lwowie na zaproszenie Towarzystwa Filologicznego (1935)[30]
- Kilka uwag o recepcji w prawie (1936)
- Ankieta w sprawie projektu prawa małżeńskiego uchwalonego przez K. K.

Kultura i sztuka
- Zamek na Wawelu (1905)[31]
- Ewolucja i moda w pojmowaniu piękna (1908)[32]
- Przechadzka po muzeach madryckich: z illustracyami (1908)[33]
- Pod wrażeniem „Rozmyślań” Marka Aurelego (1911)
- Piękno miast i zabytki przeszłości (1912)[34]
- Muzyka jako czynnik kultury (1913)[35]
- Parsifal Wagnera po latach trzydziestu (1914)[36]
- Sądy Goethego o sztuce włoskiej (1916)[37]
- Królowie polscy i ich rodziny: słowo wstępne wygłoszone na otwarcie wystawy starych rycin (1918)[38]
- Śladem błękitnym (1921, współautor)[39]
- Cykl oper Wagnera[1]
- Etyka Dantego w Boskiej Komedii (1922)
- Tylko Dante w Boskiej Komedii (1922)
- Dramaty z dziejów Anglii. Komedie (1924)
- Shakespeare: Wrażenia i szkice z twórczości poety, Tom 1 (1924)[40]
- Shakespeare: Wrażenia i szkice z twórczości poety. Cz. 2, Dramaty z dziejów Anglii. Komedie (1924)[41]
- Problem autorstwa. Charakterystyka ogólna. Wielkie tragedie i dramaty ze świata starożytnego (1924)[40]
- Wspomnienia o Juljanie Dunajewskim (1925)[42]
- O pojęciu Korony w artykułach henrycjańskich (1936)

## Ordery i odznaczenia
- Krzyż Komandorski z Gwiazdą Orderu Odrodzenia Polski (30 kwietnia 1925)[43]
- Złoty Wawrzyn Akademicki (4 listopada 1937)[44]
- Odznaka Honorowa Czerwonego Krzyża z dekoracją wojenną (1917)[45]